# Montaigu, Vendée

Montaigu este o comună în departamentul Vendée, Franța. În 2009 avea o populație de 5,008 de locuitori.